# Anything Goes (Florida Georgia Line)
Anything Goes è il secondo album in studio del gruppo country statunitense Florida Georgia Line, pubblicato nel 2014.

## Tracce
1. Anything Goes (Felix McTeigue, Chris Tompkins, Craig Wiseman) – 3:39
2. Sun Daze (Tyler Hubbard, Brian Kelley, Cary Barlowe, Jesse Frasure, Sarah Buxton) – 3:05
3. Good Good (Hubbard, Kelley, Barlowe, Frasure, Buxton) – 3:17
4. Dirt (Tompkins, Rodney Clawson) – 3:51
5. Smile (Chris DeStefano, Dallas Davidson, Ashley Gorley) – 2:50
6. Sippin' on Fire (Clawson, Matt Dragstrem, Cole Taylor) – 3:14
7. Smoke (Josh Kear, Tompkins) – 3:35
8. Bumpin' the Night (Bart Allmand, Tompkins, Clawson) – 3:42
9. Angel (Hubbard, Kelley, Clawson, Ross Copperman) – 3:31
10. Confession (Clawson, Copperman, Matt Jenkins) – 3:11
11. Like You Ain't Even Gone (Hubbard, Kelley, Tompkins, Clawson) – 3:31
12. Every Night (Hubbard, Kelley, DeStefano, Gorley) – 3:06

## Formazione
- Brian Kelley
- Tyler Hubbard

## Classifiche
| Classifica (2014) | Posizione massima |
| ----------------- | ----------------- |
| Stati Uniti       | 1                 |